# Donnchadh comte de Carrick
Donnchadh comte de Carrick (en gaélique écossais ; en latin : Duncanus ; en anglais : Duncan), mort le 12 juin 1250 est un prince « Gall-Gaidhil » et un magnat du royaume d'Écosse, originaire de ce qui est l'actuel nord-ouest de l'Écosse, qu'il dirige à partir du dernier quart du xiie siècle jusqu'à sa mort en 1250.
Son père, Gille Brigte de Galloway, et son oncle, Uhtred de Galloway, étaient les deux fils rivaux de Fergus, prince ou seigneur de Galloway. À la suite du conflit qui éclate entre Gille Brigte et le monarque écossais Guillaume le Lion, Donnchadh devient otage à la cour d'Henri II d'Angleterre. Il séjourne sans doute en Angleterre plus d'une décennie et ne retourne dans le nord qu'à la mort de son père. Bien qu'il n'obtienne pas sa succession sur l'ensemble du Galloway, il reçoit le comté de Carrick.

## Règne
Allié de John de Courcy, Donnchadh combat en Irlande où il obtient des domaines qu'il perd ensuite. C'est un bienfaiteur des établissements religieux, particulièrement l'abbaye de Melrose et le monastère cistercien de nonnes Sainte-Marie à North Berwick. Il tente aussi d'implanter un monastère sur ses propres domaines à l'abbaye de Cossraguel (en). Il épouse la fille d'Alan fitz Walter, un des membres éminent de la famille connue ensuite sous le nom de Maison Stuart, qui accèdera ultérieurement aux trônes d'Écosse et d'Angleterre. Donnchadh est le premier mormaer ou comte de Carrick, une région qu'il gouverne pendant environ soixante années, faisant de lui l'un des magnats du royaume d'Écosse au Moyen Âge ayant le plus longtemps exercé le pouvoir. Sa descendance comprend les dynasties écossaises des Bruce et des Stuart et sans doute les Campbell, les futurs ducs d'Argyll.

## Origines et famille

Famille de Donnchadh

Donnchadh est le fils de Gille Brigte, fils de Fergus, roi des Gall-Gaidhil. L'ascendance de Donnchadh ne peut être retracée plus loin ; on ignore le nom du père de Fergus à partir de sources contemporaines, et lorsque les successeurs de Fergus énumèrent leurs ancêtres dans des documents, ils ne remontent jamais au-delà de lui. Le nom de Gille-Brigte, porté par le père de Donnchadh (fils de Fergus), est également celui du père de Somhairle, le seigneur de l'Argyll dans le troisième quart du xiie siècle. Comme le domaine du royaume de Gall-Gaidhil inclut probablement l'Argyll, Alex Woolf a avancé l'idée que Fergus et Somhairle étaient des frères ou des cousins.
Il y existe un faisceau de preuves qui suggèrent que la mère de Donnchad était une fille ou une sœur de Donnchadh II de Fife. Ce qui expliquerait le lien de Donnchadh avec l'établissement de nonnes cisterciennes de North Berwick, fondé par le père de Donnchadh II de Fife, Donnchadh Ier de Fife ; des rapports étroits existaient entre les deux familles que le nom de Donnchadh lui-même met en évidence. L'historien qui avançait cette thèse en 2000, Richard Oram, la considère comme certaine en 2004.

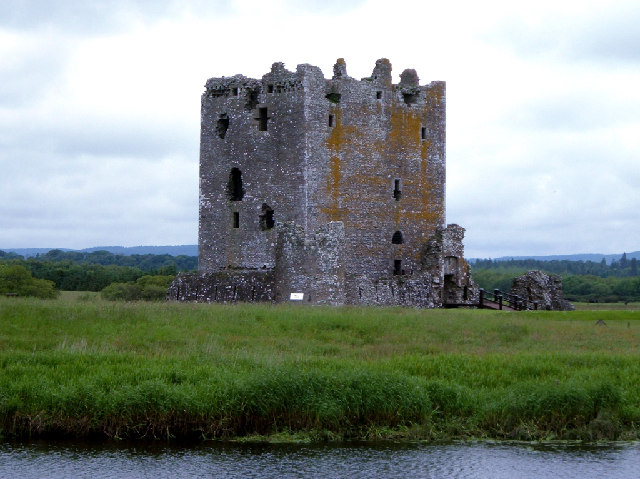
L'actuelle Island of Dee, sur laquelle se situe le château médiéval de Threave, vue du sud est ; c'est probablement sur cette île qu'Uhtred s'était retiré lorsqu'il fut assiégé par le frère de Donnchadh, Máel Coluim.

Roger de Hoveden présentait Uhtred de Galloway comme un « consanguinus » (c'est-à-dire : cousin) du roi Henri II d'Angleterre, une assertion qui a permis l'élaboration d'une théorie selon laquelle, bien que Gille-Brigte ne soit jamais présenté comme tel, ils devaient être nés de mères différentes. Selon cette théorie, Fergus devait avoir épousé deux femmes dont l'une était une fille illégitime de Henri Ier ; donc de ce fait, Uhtred et ses descendants étaient apparentés à la famille royale des Plantagenêts, alors que Gille-Brigte et ses descendants ne l'étaient pas. Selon l'historien G.W.S. Barrow, cette théorie est mise à mal par un document royal anglais, écrit au nom du roi Jean sans Terre, dans lequel il est affirmé que Donnchadh était le cousin du roi.
On ne connaît pas exactement la parenté de Donnchadh, mais deux personnages au moins sont bien connus. Le premier, Máel Coluim, mène les forces qui assiègent en 1174 Uhtred, le frère de Gille-Brigte, dans « l'Île de Dee » (probablement le château de Threave), dans le Galloway. Máel Coluim capture Uhtred, qui est ensuite aveuglé, castré et a la langue coupée. Rien d'autre de l'activité de Máel Coluim n'est connu ; plusieurs chercheurs modernes estiment qu'il était un fils illégitime. Un autre frère apparaît dans la documentation de l'abbaye de Paisley. En 1233, un certain Gille-Chonaill Manntach, c'est-à-dire « le Bègue », soit Gillokonel Manthac, témoigne au sujet d'un domaine contesté dans le Strathclyde ; la source le décrit comme le frère du comte de Carrick, qui à cette époque était Donnchadh.

## Source primaire
- (en) Alan Orr Anderson, Early Sources of Scottish History A.D 500–1286, vol. 1 & 2, Stamford, Paul Watkins, 1990 (ISBN 1-871615-03-8)

## Sources secondaires
- (en) Richard Oram, Domination and Lordship. Scotland 1070-1230, Edinburgh, Edinburgh University Press, 2011 (ISBN 9780748614974).
- (en) Richard Oram The lordship of Galloway c. 1000 to c. 1250